# Culture de Romny-Borschevo
La culture de Romny-Borshchevo (russe : Роменско-борщёвская, Romensko-borshchevskaya, ukrainien : Роменсько-борщевська культура, Romensko-borshchevska koultura) est une culture archéologique du haut Moyen Âge, du VIIIe au Xe siècle, et dans certaines régions jusqu'à la première moitié du XIe siècle, dans des zones de l'Ukraine et de la Russie actuelles.
À la veille de la montée en puissance du Rus' de Kiev, les tribus slaves des différentes régions avaient leurs propres caractéristiques locales en plus de la culture slave générale. La culture de Romny-Borshcho représente l'un de ces groupes locaux de la population slave du haut Moyen Âge. Ses traits caractéristiques sont des rituels d'enterrement et des poteries spécifiques. Selon certains chercheurs, la culture de la rive gauche du Dniepr, dans le dernier quart du Ier millénaire, faisait partie des nouveaux venus. D'autres pensent qu'elle est née d'un processus de développement long et continu de la population indigène, dans lequel des tribus non slaves ont également participé à la formation de la culture. La plupart s'accordent à dire que cette culture est le résultat de la migration de tribus étrangères et de populations locales.

## Nom et répartition géographique
Le nom de cette culture provient de la ville de Romny, située dans l'oblast de Soumy, dans l'actuelle Ukraine, où des fouilles ont été menées au début du XXe siècle pour découvrir d'anciennes colonies. Dans le même temps, les établissements proches du village de Borshchovo (en) (en dialecte local Borshchevo) dans l'oblast russe de Voronej ont été étudiés, où des sites similaires à Romny en termes de culture matérielle ont été découverts. Les habitants du village de Borshchevo appelaient leur village "Borshevo" dans le dialecte local, et les archéologues ont longtemps appelé la culture Romensko-Borshevskaya. Les points communs entre les groupes de Romny (Dniepr) et de Borshchovo (Don) témoignent de l'unité de leurs origines, qui se sont combinées pour former une seule culture Romny-Borshchovo.
La zone de Romny-Borshcho couvre le territoire allant de la rive gauche du Dniepr, avec les bassins des rivières Desna, Soula, Psel et Vorskla, jusqu'au Don moyen et supérieur et à l'Oka supérieure. Il s'agit des oblasts ukrainiens de Tchernihiv, Soumy, Poltava et Kharkiv, et des oblasts russes de Lipetsk, Voronej, Briansk, Koursk, Belgorod et Orel

## Historique de la découverte et datation
En 1901, Mykola Makarenko mena des fouilles sur des établissements situés près de Romny, dans le gouvernement de Poltava, et les décrivit comme issus de la culture Romny. En 1905, Alexander Spitsyn (ru) explora un fort (gorodish) et un établissement près du village de Borshchovo dans le gouvernement de Voronej. Au départ, les sites de Borshchovo étaient considérés comme khazars, mais en 1908, A.I. Martinovich suggéra qu'ils étaient slaves. En 1928-1929, cette hypothèse fut confirmée par les travaux de Peter Yefimenko (ru) et Petr Tretyakov (uk). La date absolue de la culture a été déterminée sur la base des découvertes de pièces de monnaie dans les colonies de Borshchovo.
L'étude systématique des sites de Romny et Borshchevo commença après la Seconde Guerre mondiale. Après les fouilles de Novotroitsky Gorodishche en 1958, Lyapushkin publia sa théorie de l'unité du monde slave oriental à l'époque de la création de l'Empire russe, et combina les cultures archéologiques de Romny et Borshchovo en une seule culture slave Romny-Borshchovo. L'étude de Moskalenko sur la colonie de Borshchevsk Tichinsky (ru) (1954-1962) a soutenu les théories de Lyapushkin sur la culture des Slaves du Don sur de nombreux points, y compris le caractère commun des deux cultures.
Les recherches menées dans les années 1970-1980 ont montré que les sites de Romny n'étaient pas tous contemporains. Les établissements proches de la culture précédente de Volyntsevo (en) appartiennent à la première période, datant de la seconde moitié du VIIIe siècle à la fin du IXe siècle. La phase tardive de la culture Romny se situe entre le Xe et la première moitié du XIe siècle. Les observations stratigraphiques ont montré l'absence de couches stériles et de traces de feux entre la culture Romny et la suivante, ce qui indique la continuité de la culture Romny et son évolution pacifique vers la culture russe historique.

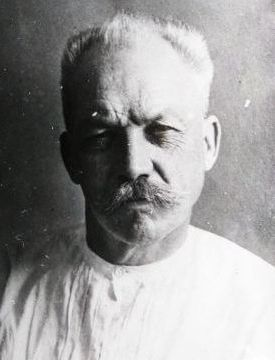
Mykola Makarenko
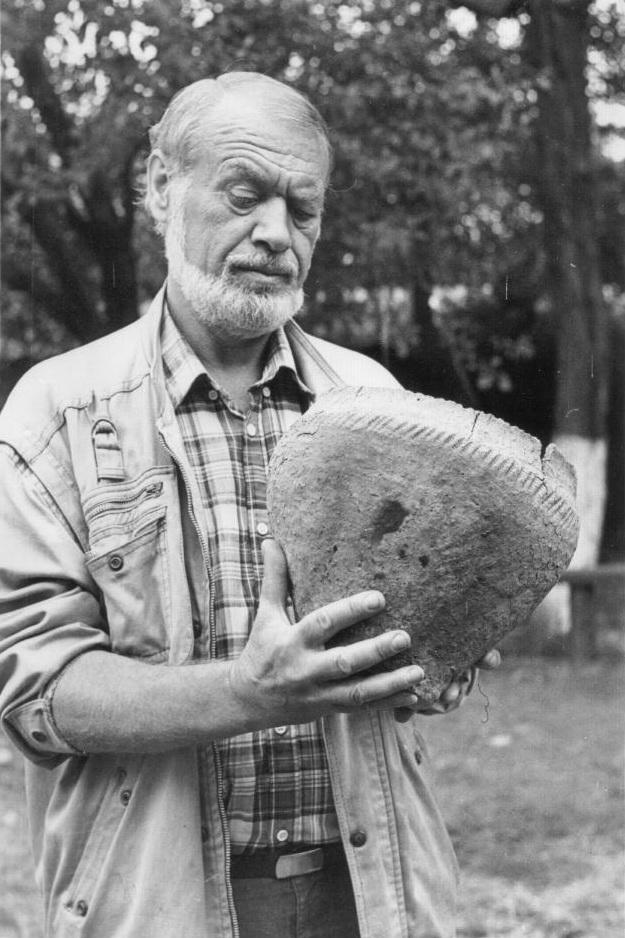
Oleg Sourobokov (uk)

## Création
La culture Romny s'est développée sur la base de la culture Volyntsevo. Une étude comparative par Yuri et Uzhanov de la poterie de Volyntsevo et de Romny a montré la continuité des traditions céramiques. Les cultures Volyntsevo et Romny présentent une affinité culturelle dans tous leurs éléments de base. Oleg Sourobokov (uk) a même suggéré que les cultures Volyntsevo et Romny soient considérées comme une seule culture Volyntsevo-Romny. La transition d'une culture à l'autre s'est faite progressivement. Selon Ivan Lyapouchkine (ru), la migration au VIIIe siècle d'une partie de la population de Louka-Rajky (nl) vers la rive gauche du Dniepr a participé à la formation de la culture Romny, ce qui peut être confirmé par un changement dans les rites funéraires. Les inhumations dans des cimetières ont été progressivement remplacées par des tumulus aux IXe – Xe siècles. Dans la région d'Oka-Don de la culture Borshcho, des tumulus funéraires sont apparus dès le VIIIe siècle. La population slave, qui est apparemment venue de la région de Desna et de la rive gauche du Dniepr, n'a pas pu apporter ici ce rituel funéraire. Très probablement, les rituels funéraires ont été adoptés par eux à partir de la population locale, représentée par la culture Mochchiny (en).

## Ethnicité
La plupart des chercheurs associent la culture Romny aux Séverianes, que les chroniqueurs ont placés le long des bassins des affluents gauches du Dniepr, le long de la Desna et du Severski Donets, de la Soula.
Une théorie très répandue relie la population de Borshchovo aux Viatitches, les principales preuves étant les tumulus avec des chambres en bois et des clôtures en anneau avec des poutres en bois placées verticalement. La détermination de l'appartenance ethnique des Borshcho du Haut et du Moyen Don constitue une question particulière. Contrairement aux autres groupes tribaux du sud-est - Séverianes, Viatitches et Radimitches (ru) - les slaves du Haut-Don ne sont pas mentionnés dans la Chronique de Nestor. Sedov suppose qu'ils ont cessé d'exister avant la compilation de l'hypothétique Chronique des temps passés, où la limite sud-est du peuplement slave est limitée par les bassins des rivières Seïm et Soula.
Le contre-argument selon lequel la culture Borshcho n'est pas née de la culture viatitche, mais s'est synchronisée avec elle, indique que selon la tradition, les Viatitches se sont placés dans le bassin de l'Oka supérieur, au nord du Don moyen et supérieur. La Chronique de Nestor indique : « Vyatko s'est installé avec ses proches le long de l'Oka, et après lui, ils ont été appelés Viatitches ». Les tumulus caractéristiques ne sont apparus sur le Don qu'aux IXe – Xe siècles, alors que la population de Borshchevo s'y trouvait déjà au VIIIe siècle. Cela peut s'expliquer par l'intrusion de certains groupes de Viatitches dans la région du Don.
Les Radimitches pourraient également avoir été les porteurs de la culture Borshcho. Les deux tribus, Viatitches et Radimitches, sont issus des Lendiens et leur proximité est confirmée par l'une des caractéristiques les plus importantes du diagnostic archéologique des tribus slaves, les anneaux de tempes. Chez les Radimitches et les Viatitches, les anneaux sont de type radial danubien : les Radimitches en ont sept, tout comme les Viatitches, tandis que les Séverianes avaient des anneaux sont en forme de spirale.
Il n'y a pas de consensus parmi les chercheurs sur la question de l'identité tribale de la population de la culture Borshcho, et la question reste ouverte. Sedov considérait la culture Romny sur la rive gauche du Dniepr, la culture Borshchovo sur le Don et la culture Vyatichen sur l'Oka comme des cultures distinctes apparues presque simultanément au VIIIe siècle, et niait la possibilité d'une émergence de la culture Borshcho à partir de la culture Romny ou de la culture Viatitche.

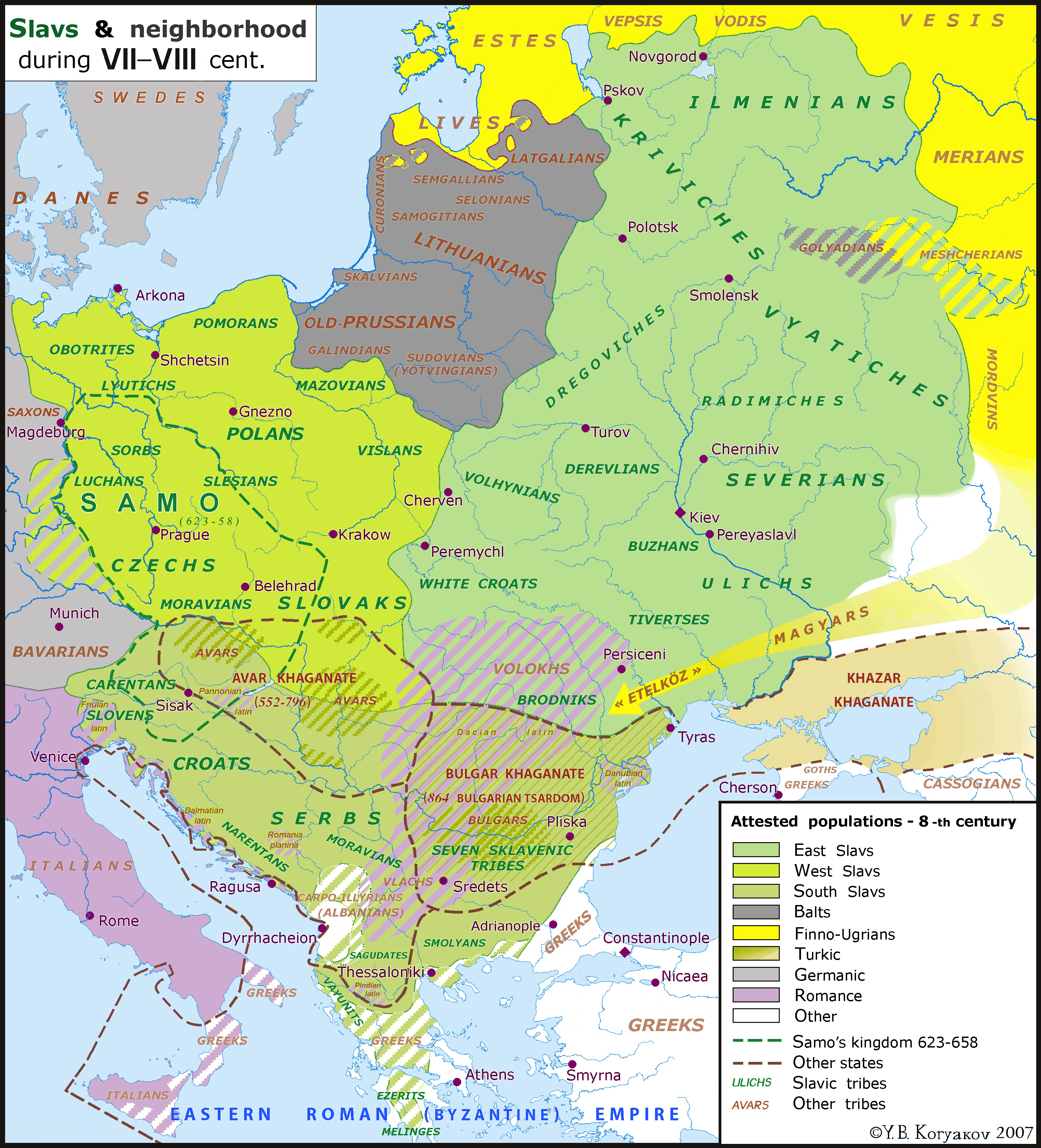
Implantation des Slaves au VIIIe siècle
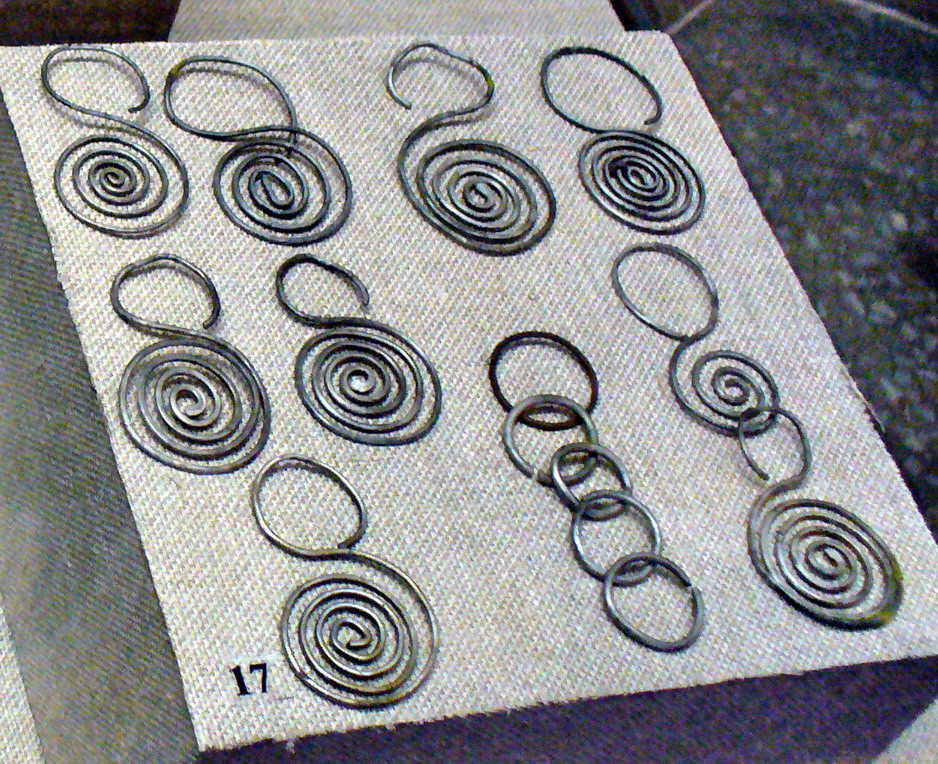
Anneaux de tempes des Séverianes

## Culture
Le principal type d'établissements de la culture romny est constitué de collines fortifiées (Novotrotchkoïe gorodich (ru), Donetchke gorodich (uk), Bolshoï Gornalskoïe gorodich (ru), Krapivenskoïe gorodich (ru), etc.), ce qui est principalement dû au facteur des dangers venant de l'extérieur. Ils se sont installés sur les pentes abruptes des principales berges des rivières ou dans les vallées marécageuses des rivières, où ils bénéficiaient d'une bonne protection naturelle. Même si la hauteur du relief n'était manifestement pas suffisante pour la construction de collines fortifiées, la plupart des zones plus élevées, d'une hauteur de 7 à 10 m par rapport au niveau de l'eau, ont été utilisées pour des établissements (Lebjazhe, Chapli). Certains ordres disposaient de structures défensives artificielles telles que des remparts et des fossés. Les villages étaient souvent situés près de fortifications. Les colonies étaient situées en groupes de 3 à 9 en moyenne, à une distance de 2 à 5 km les unes des autres. Cela peut indiquer certains liens familiaux au sein des groupes et des relations socio-économiques entre eux. Les habitations et les dépendances étaient placées de manière aléatoire, avec une absence caractéristique de cours et de courettes autour des habitations. La colonie formait avec les colonies voisines une sorte de micro-région (les archéologues l'appellent un "complexe paysager archéologique"). Au bord de ces zones se trouvaient généralement des tumulus funéraires. Les territoires de ces micro-régions étaient séparés par des éléments paysagers distincts (ravins, rivières, bois, marais, etc.).
L'un des établissements les mieux étudiés est le Novotrotchkoïe goroditch (ru) (un site type de la culture Romny), qui a été étudié en 1952-1954 sur une superficie de 3,9 hectares sous la direction de Ivan Lyapouchkine (ru). Les vestiges de 50 structures détachées, partiellement enfoncées dans le sol, ont été découverts : bâtiments domestiques et artisanaux, fours et foyers à l'extérieur des bâtiments, ainsi que plusieurs sépultures. La colonie a été perdue à cause d'un violent incendie. En quittant le village, les habitants ont laissé derrière eux un grand nombre d'objets domestiques : des produits en fer (charrues, couteaux, faucilles, faux, socs, houes, haches et disses, gouges, pointes de flèches, hameçons, fers à repasser, etc.), ainsi que des bijoux en bronze et en argent. Trois dépôts de dirhams et de bijoux en argent ont été trouvés. En comparant les sources écrites et les données archéologiques, Ivan Lyapouchkine a conclu que le village avait été détruit à la suite d'une attaque des Petchénègues à la fin du IXe siècle.
Les colonies de Borshchovo de la région du Don sont également représentées par des colonies non fortifiées et des fortifiées (Borshchovskoye, Vorgolskoye, Tittshicha, etc.) similaires à celles de Romny. L'un des sites les plus étudiés est l'établissement avec la ceinture adjacente près du chutor Tittshicha.

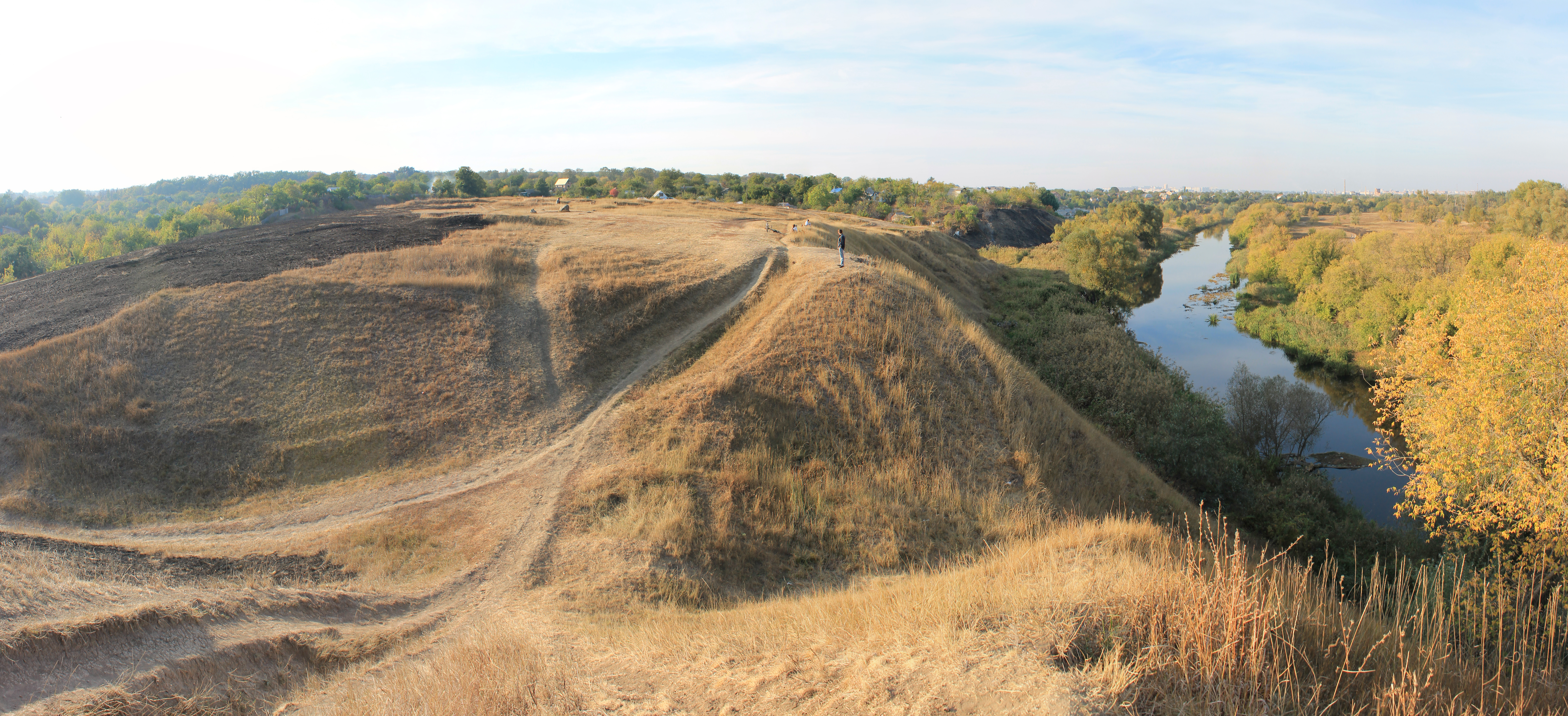
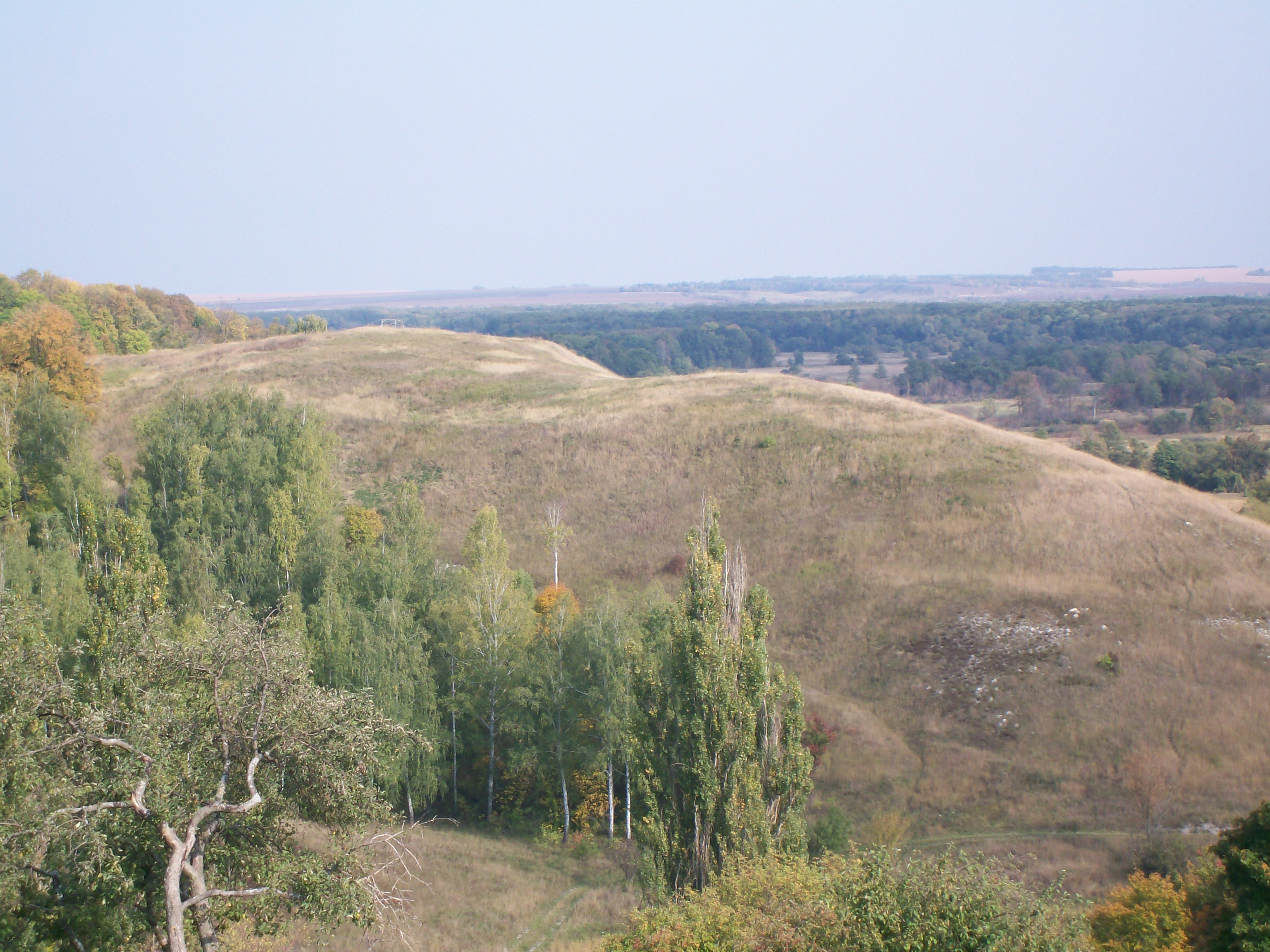
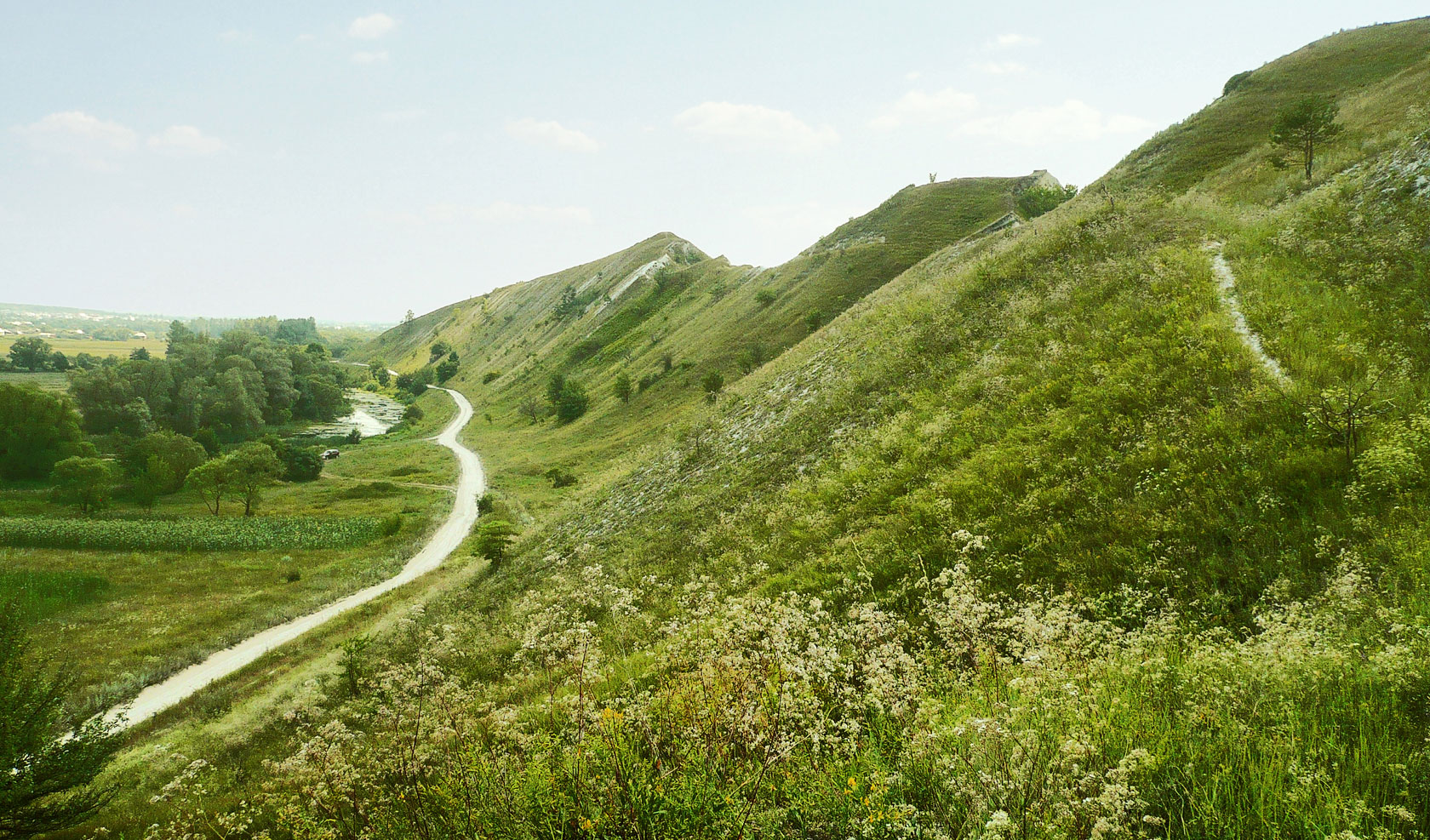

- Donetchkje gorodich (uk)
- Bolshoï Gornalskoïe gorodich (ru)
- Krapivenskoïe gorodich (ru)

## Économie
La base de l'économie des peuples Romney et Borshcho était l'agriculture avec l'utilisation d'un système d'utilisation des terres changeant et la rotation des cultures sur deux champs. Pour le travail du sol, une araire était utilisée. Les bœufs et les chevaux étaient utilisés comme animaux de trait. Le principal outil de récolte était la faucille. Avant d'être battu, le produit récolté était séché au soleil ou dans des granges spéciales. Les études des fosses à grains ont montré un assortiment de cultures : avoine, seigle, vesce, pois, millet, blé de printemps et d'hiver, lin. Les installations de stockage peuvent être situées à l'intérieur ou à l'extérieur des bâtiments résidentiels. La mouture des grains était effectuée avec des meules manuelles et des moulins à grains. Après l'agriculture, l'élevage était également important, notamment l'élevage de bovins, puis de porcs, de moutons et de chèvres, et de chevaux ; on a également trouvé des os de chiens, de volailles et d'animaux sauvages.

## Matériel culturel

### Maisons et dépendances
Sur la base des découvertes faites dans le Novotrotchkoïe goroditch (ru), Ivan Lyapouchkine a reconstitué l'apparence de l'établissement. Les maisons étaient enfoncées de 0,5 à 1,2 m dans le sol, le plus souvent avec une construction à ossature et piliers et une surface de 9-12 à 20-30 m2. À l'intérieur des maisons, il y avait des bancs encastrés le long des murs au niveau du sol, qui servaient de meubles ou d'atelier, et des fours en argile ou en briques crues de forme rectangulaire, ronde ou ovale. Si le sol était sablonneux ou podzolique, les fours étaient installés dans une masse d'argile spécialement fournie et damée. Le toit du four était formé de rouleaux d'argile cuite et avait une forme conique. L'intérieur du four était tapissé d'argile. Afin d'augmenter le transfert de chaleur, une couche de petites pierres et de poteries brisées était parfois posée sous les fours, recouverte d'argile. En raison de la mauvaise conservation des structures de toit, il est impossible de déterminer sans ambiguïté s'il y avait des cheminées. On a  aussi trouvé des trous ronds dans les voûtes des fours, qui ont pu servir de cheminées. Des braseros en terre cuite étaient souvent placés dans les voûtes des fours, qui servaient à sécher les céréales, les épices et à cuire le pain.
Un type caractéristique des maisons de Borschtovo était les maisons avec une seule pièce et un revêtement mural en bois. Le sol était en terre naturelle, sans aucune trace de couverture de terre. Les maisons étaient chauffées avec des poêles en pierres ou en briques avec de l'argile. Moins courants étaient les fours en argile, dont la construction était en partie formée par le sol solide. Les cheminées en pierre étaient également rarement construites.
Les toilettes extérieures étaient situées à proximité des habitations. Il y avait aussi des ateliers artisanaux (forges, forgerons, ateliers de bijouterie et de poterie), de greniers, de bâtiments pour moudre le grain, de granges, d'étables, de foyers et de fours à l'extérieur des habitations, utilisés en été. Dans presque toutes les colonies étudiées, on a trouvé des restes de fosses domestiques en forme de poire, qui étaient principalement utilisées pour le stockage des céréales. À l'intérieur, les fosses étaient recouvertes d'argile et brûlées, et un auvent en forme de hutte était placé au-dessus de la fosse.

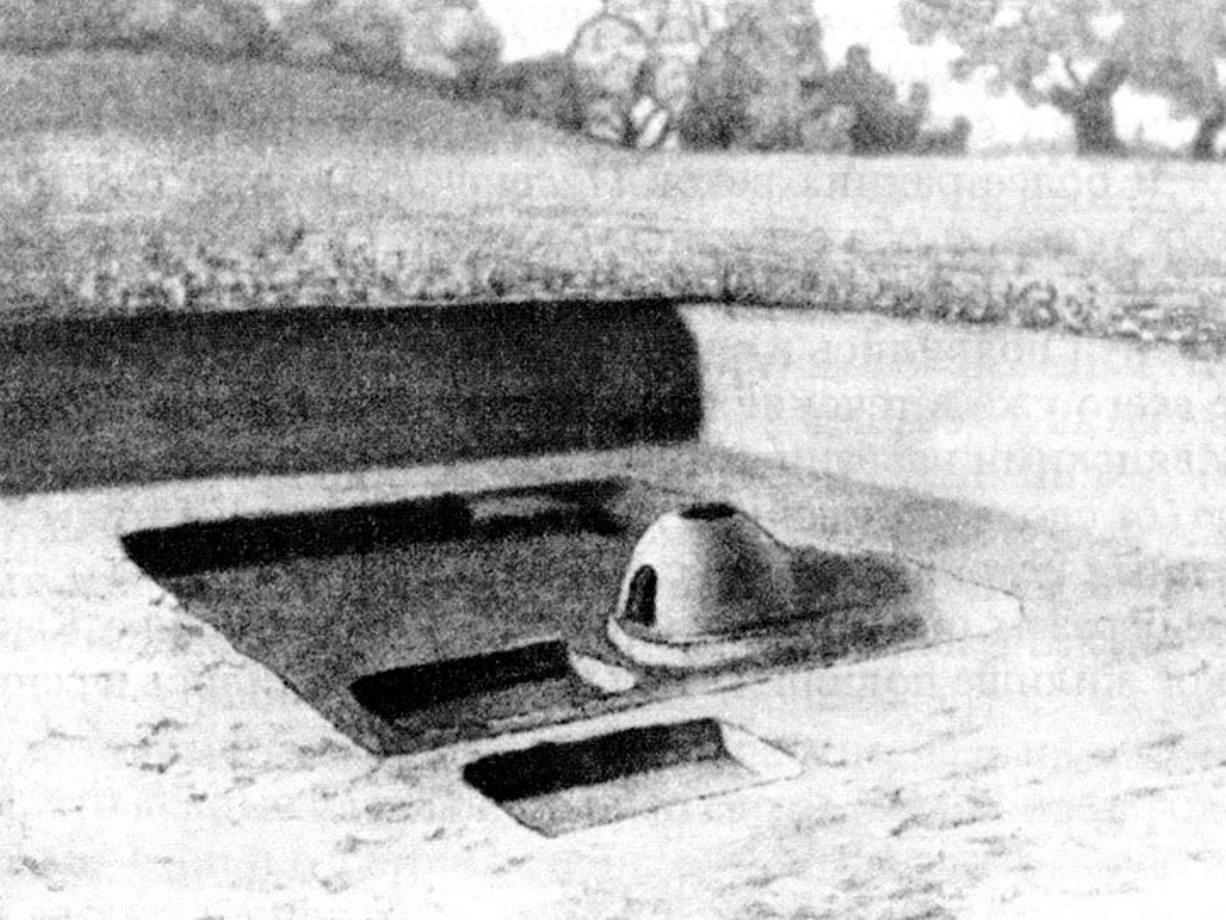
Vestiges excavés d'une habitation avec un four. Près du village de Monastyrysche

### Artisanat

#### Terre cuite
La plupart des poteries sont moulées à la main, sans tour de potier. La poterie se compose de pots, de bols et de casseroles. Parmi les pots, les plus courants étaient hauts, avec une base tronconique et un bord incurvé vers l'extérieur. Il y en avait aussi des plus courts mais avec un sommet cylindrique droit. Une caractéristique spécifique de la poterie de est sa décoration : zigzags et autres motifs, appliqués avec des impressions de corde.
La poterie de Borshchovo des VIIIe – Xe siècles est très similaire à la poterie de Romny dans ses caractéristiques. Il s'agit de pièces moulées à la main de forme similaire. Jusqu'au Xe siècle, l'utilisation du tour de potier était très rare, et le travail au tour n'est devenu plus courant que vers la fin du siècle. La plupart des poteries ne sont pas décorées, une petite partie est décorée de motifs identiques aux décorations de Romny. Les pots de Borshchovo sont généralement plus bas que ceux de Romny, et la masse d'argile n'a pas été morcelée avec du gravier. En général, cependant, les objets de Romny et Borshovo sont similaires.

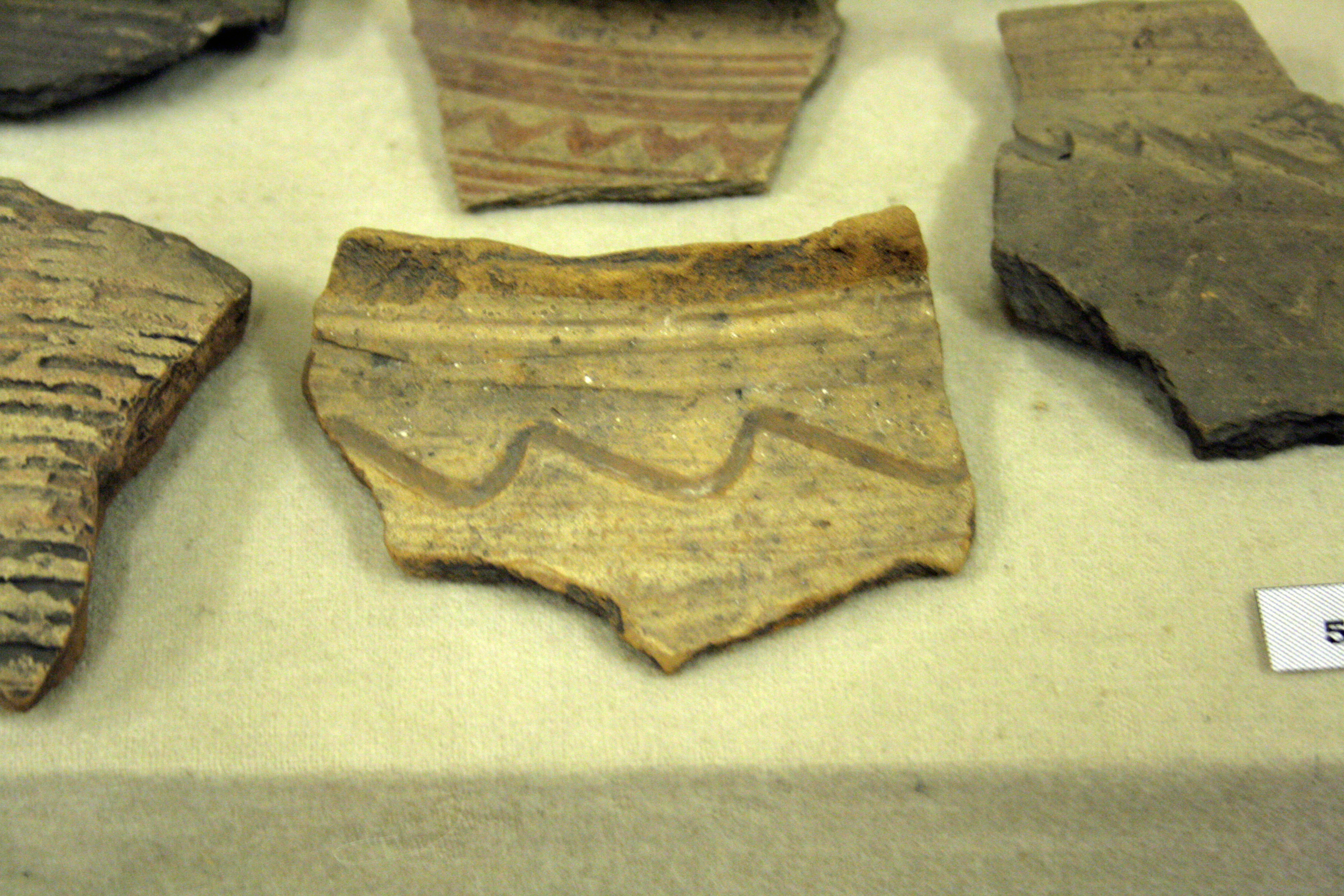
céramique présenté au musée de Chebekino,
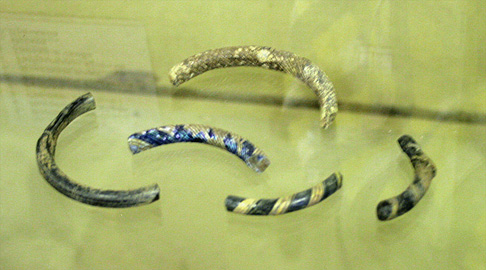
Fragments de bracelets.

#### Travail du métal
Les découvertes de scories, de vestiges de forges et de moulages dans les villages de Romny témoignent du développement actif des métiers de la fabrication et du travail du fer. Environ la moitié des articles étudiés sur le plan technologique ont été forgés à partir de fer élevé et d'acier brut doux. L'autre moitié était faite d'acier à moyen et haut carbone. La production et la transformation des métaux non ferreux sont représentées par les outils de cet artisanat : cuillères pour verser le métal en fusion, creusets, moules et une collection d'objets en bronze et en argent : anneaux de sommeil à cinq et sept rayons, dont certains décorés de granules, boucles d'oreilles en fil de fer, colliers, bracelets en plaques, anneaux, pendentifs, etc.
La présence de la production de fer dans la région de Borshchovo est également attestée par de nombreux produits en fer différents : outils agricoles, articles ménagers, accessoires de ceinture et armes. Les creusets d'argile et de pierre, les moules et les pincettes évoquent la production de la fonderie de bronze.

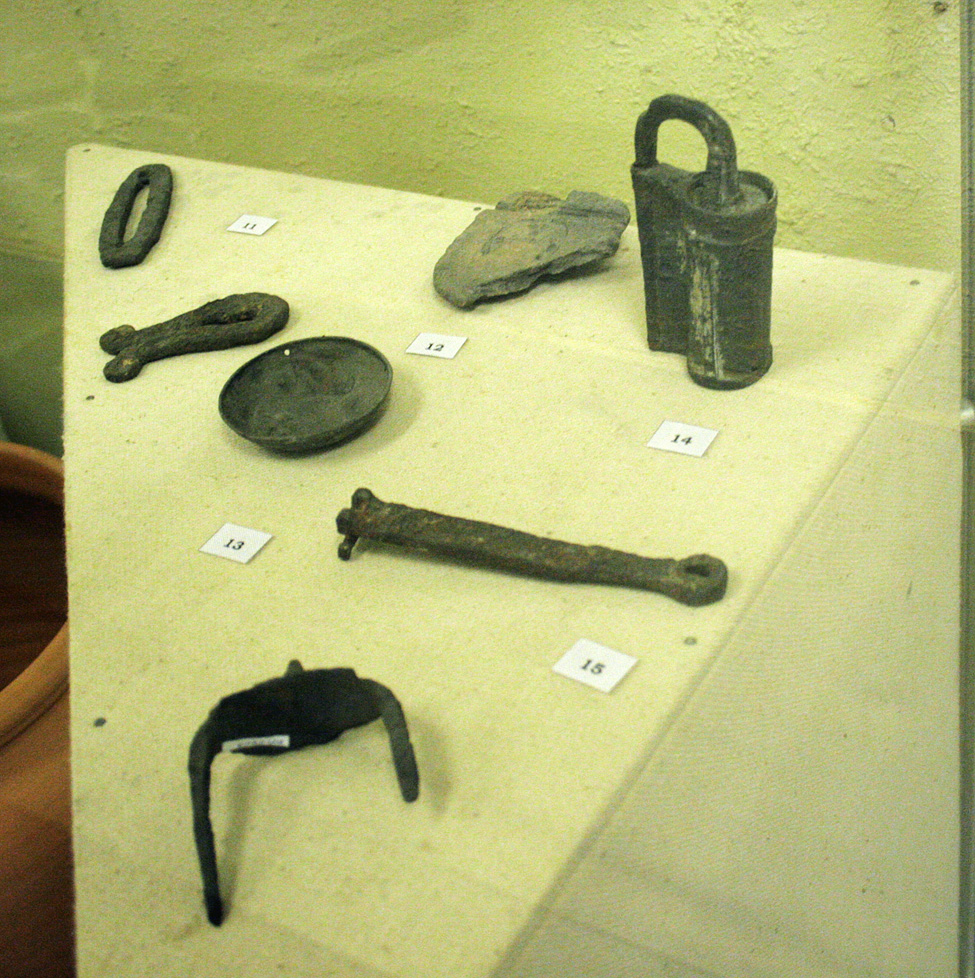
Artefacts du site de Krapivena : 11. Croix ; 12. Moule de fonderie pour la fabrication de pendentifs ; 13. Coupe en cuivre pour les balances ; 14. cadenas ; 15. serrure à clé ; 16. Pic à glace. Culture russe ancienne, 10e-13e siècles. Provenant des fonds du Musée d'histoire et d'art Chebekino
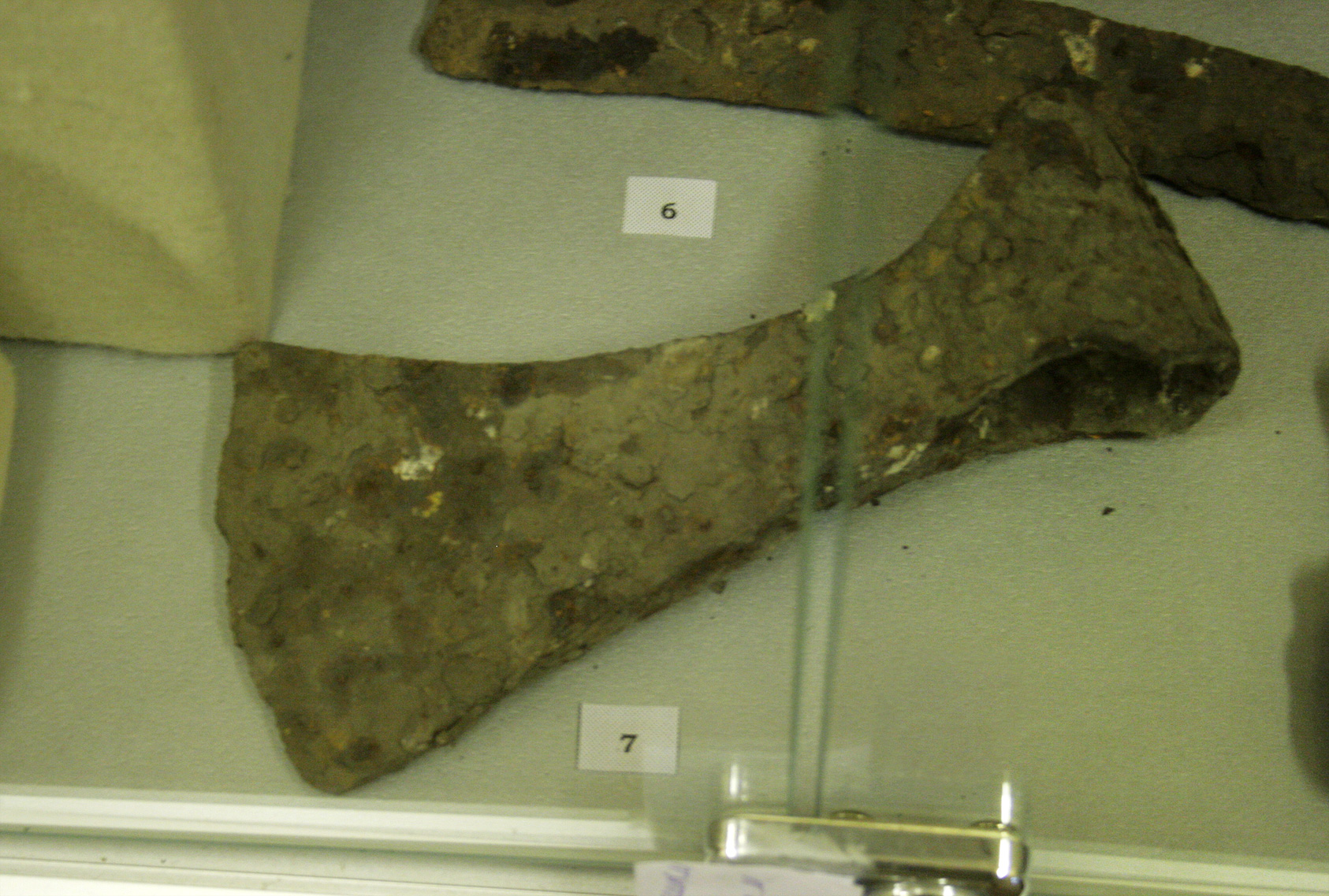
Une hache

#### Artéfacts osseux
Les artefacts en os et en corne comprennent des pointes de flèches, des aiguilles pour fabriquer des filets de pêche, diverses aiguilles, des alènes, des poignées, des mors de chevaux et des pendentifs.

## Inhumations
Sur le territoire de la culture Romny, le rite de brûler un cadavre à côté de la tombe prévalait. Les ossements calcifiés, recueillis sur le bûcher funéraire, étaient placés au sommet du tumulus, parfois dans une urne en terre. Les tumulus avec des sépultures au niveau du sol sont rares. Des pots en argile ont été utilisés comme urnes, et à un stade ultérieur, des récipients en terre cuite. Apparemment, des bijoux et d'autres objets funéraires ont été brûlés avec le défunt. Par conséquent, les tertres funéraires ne contenaient presque jamais de restes de vêtements. Ce n'est qu'occasionnellement que des objets en bronze et en verre fondus sont trouvés avec les restes brûlés : anneaux de tempes, boucles d'oreilles en fil de fer, boucles de ceinture et perles de verre. Ce n'est que dans le dernier quart du Xe siècle qu'apparaissent des tumulus avec des sépultures de corps.
Les tombes de Borshovo sur le Don moyen se distinguent par la continuité du rituel funéraire : la crémation à côté de la tombe et le placement des restes incinérés dans des chambres et des enceintes en bois. Les biens funéraires sont presque totalement absents, à l'exception de la poterie. Les tumulus du Haut-Don contiennent différents types de tombes. Dans le cas des crémations hors du tumulus, les restes étaient placés dans une fosse ; les restes de la crémation étaient placés dans des chambres en bois ; et les crémations secondaires étaient brûlées sur le site du tumulus. En cas de crémation sur le site, des tumulus avec des structures en bois ont été érigés.

## Destin
Au début du IXe siècle, le peuple Romny s'est endetté auprès du kaganat Khazar (nl). Après les campagnes des princes de Kiev dans les terres de Romny - Oleg le Sage en 884 et Sviatoslav en 964 - les Séverianes ont commencé à payer un tribut aux souverains de Kiev. Peu à peu, ils ont été impliqués dans le processus sociopolitique, économique et culturel d'intégration et de formation de l'ancien État russe. Au milieu du XIe siècle, la culture Romny a cessé d'exister sur l'ensemble de son territoire.
Les établissements de la culture Borshchovo ont cessé d'exister à la fin du Xe siècle (à Voronezh au XIe siècle). Elle est associée à l'invasion des Petchénègues et à la chute du kaganat. Une grande partie de la population slave de culture borshevique a quitté la région du Don et s'est installée dans la région d'Oka, près de Ryazan. L'une des preuves de la réinstallation des Borshchevites sur les terres de Riazan pourrait être la technologie introduite là-bas pour la construction des habitations, dans laquelle des planches ou des blocs étaient insérés dans des rainures creusées dans les piliers de la charpente.
Les cultures de Romny et de Borshchovo ont ainsi progressivement fusionné avec la culture russe.